# Abd Allah ibn Hudhafah as-Sahmi
 (juillet 2015).
Si vous disposez d'ouvrages ou d'articles de référence ou si vous connaissez des sites web de qualité traitant du thème abordé ici, merci de compléter l'article en donnant les références utiles à sa vérifiabilité et en les liant à la section « Notes et références ».
Abd Allah ibn Hudhafah as-Sahmi (arabe : عَبْد الله إِبْن حُذَافَة ٱلسَّهْمِي) est un des six ambassadeurs que le prophète de l’islam Mahomet a envoyés avec des lettres à de nombreux dirigeants du monde, les invitant à rejoindre l’Islam à la sixième année après l’hégire. Il a été envoyé à Khosro II, roi des perses.
À la dix-neuvième année après l’hégire et sous le califat de Omar ibn al-Khattâb, il a fait partie des prisonniers pendant la guerre contre les romains. Il a été amené devant Héraclius Ier, l’empereur des romains, qui proposa de le libérer à condition de se convertir au christianisme. Il refusa. Alors Héraclius lui fit une autre proposition : le libérer ainsi que tous les prisonniers musulmans, s'il embrassait la tête de l’empereur. Il accepta et fut libéré avec tous les prisonniers musulmans,.   
Il a participé à la bataille de Uhud et il est décédé en Égypte en 655.